# Liste der Biografien/Vanl
Liste der Biografien |
Portal Biografien |
Personensuche
# |
A |
B |
C |
D |
E |
F |
G |
H |
I |
J |
K |
L |
M |
N |
O |
P |
Q |
R |
S |
T |
U |
V |
W |
X |
Y |
Z |
?
 
Va |
Vd |
Ve |
Vh |
Vi |
Vj |
Vl |
Vn |
Vo |
Vr |
Vs |
Vt |
Vu |
Vy
 
Vaa |
Vab |
Vac |
Vad |
Vae |
Vaf |
Vag |
Vah |
Vai |
Vaj |
Vak |
Val |
Vam |
Van |
Vap |
Vaq |
Var |
Vas |
Vat |
Vau |
Vav |
Vaw |
Vax |
Vay |
Vaz
 
Van A |
Van B |
Van C |
Van D |
Van E |
Van F |
Van G |
Van H |
Van I |
Van K |
Van L |
Van M |
Van N |
Van O |
Van P |
Van Q |
Van R |
Van S |
Van T |
Van U |
Van V |
Van W |
Van Y |
Van Z

Vana |
Vanb |
Vanc |
Vand |
Vane |
Vang |
Vanh |
Vani |
Vanj |
Vank |
Vanl |
Vanm |
Vann |
Vano |
Vanp |
Vanq |
Vanr |
Vans |
Vant |
Vanu |
Vanv |
Vanw |
Vany |
Vanz
Die Liste der Biografien führt alle Personen auf, die in der deutschsprachigen Wikipedia einen Artikel haben. Dieses ist eine Teilliste mit 9 Einträgen von Personen, deren Namen mit den Buchstaben „Vanl“ beginnt.

## Vanl

### Vanla
- Vanlandingham, Shonny (* 1969), US-amerikanische Triathletin
- Vanlandschoot, James (* 1978), belgischer Radrennfahrer
- Vanlangendonck, Eliessa (* 1997), belgische Tennisspielerin

### Vanle
- Vanlerberghe, Ignace-Joseph (1758–1819), französischer Getreidehändler

### Vanli
- Vanlı, Can (* 1962), deutsch-türkischer Fußballtrainer
- Vanlint, Derek (1932–2010), kanadischer Kameramann und Regisseur

### Vanlo
- Vanloo, Julie (* 1993), belgische BasketballspielerinJulie Vanloo (* 1993)

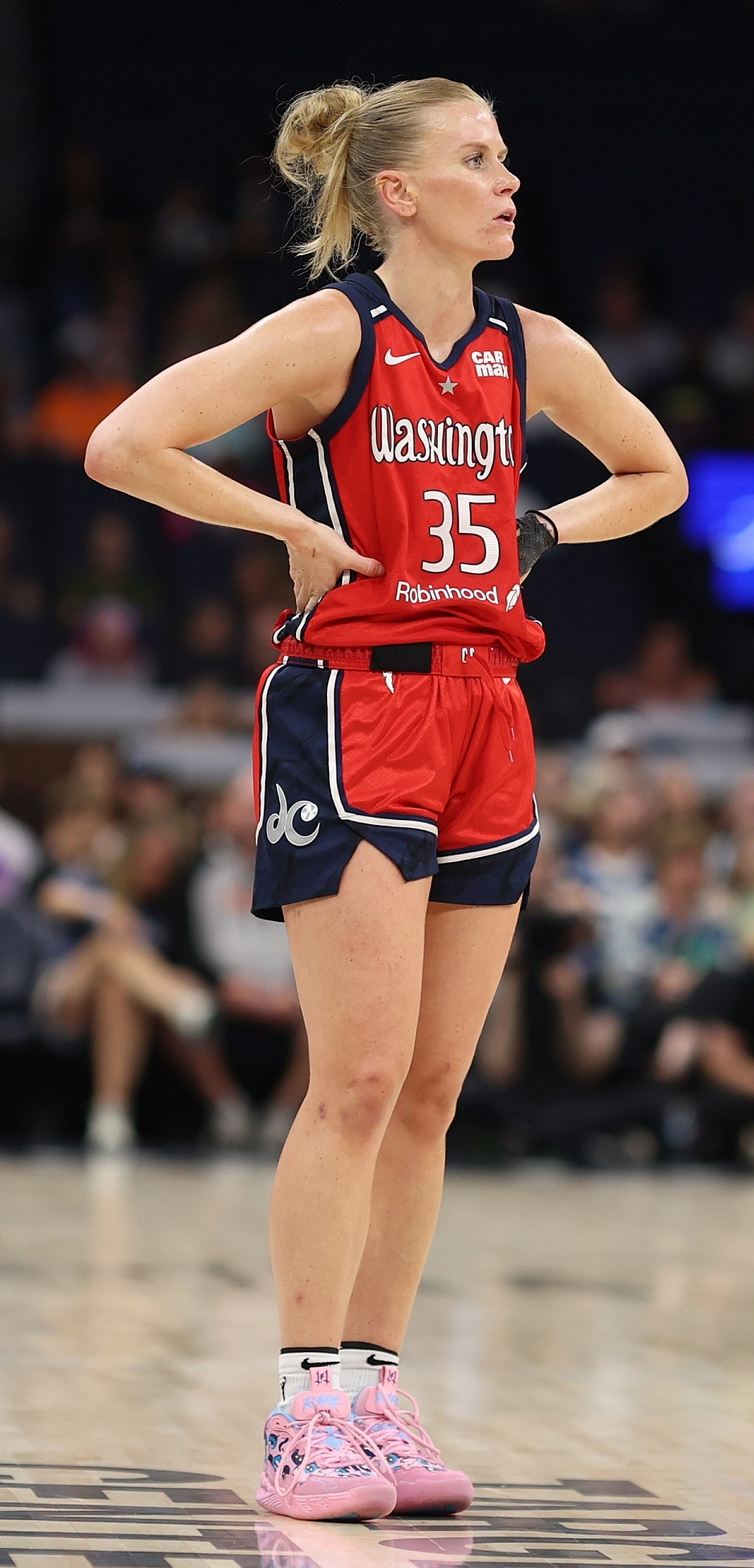
Julie Vanloo (* 1993)

- Vanloo, Marie-Rosalie (1737–1762), französisches Malermodell
- Vanloo, Rolf E. (1899–1946), deutscher Drehbuchautor, Filmproduzent, Schriftsteller und Dramaturg